# Elecciones federales de México de 1973
El domingo 1° de julio de 1973, se realizaron en México elecciones federales legislativas 1972-1973, en las que se eligieron:
- 232 Diputados Miembros de la Cámara Baja del Congreso de la Unión en un período de 400 circunscripciones que comenzó el 1 de septiembre de 1973.

## Resultados electorales[1]
| Partido | Partido                                     | Diputados Mayoría relativa | Diputados de Partido | Total |
| ------- | ------------------------------------------- | -------------------------- | -------------------- | ----- |
|         | Partido Revolucionario Institucional        | 189                        | 0                    | 189   |
|         | Partido Acción Nacional                     | 4                          | 21                   | 25    |
|         | Partido Popular Socialista                  | 0                          | 10                   | 10    |
|         | Partido Auténtico de la Revolución Mexicana | 2                          | 5                    | 7     |

Nota: Al tiempo de la elección, el territorio de Quintana Roo solo contaba con un distrito único. Al elevarse a estado de la federación en 1974, Quintana Roo obtuvo el derecho de elegir un segundo diputado. Este diputado fue del PAN para alcanzar la suma de 26 diputados en total.

## Partidos
- Partido Acción Nacional (PAN)
- Partido Revolucionario Institucional (PRI)
- Partido Popular Socialista (PPS)
- Partido Auténtico de la Revolución Mexicana (PARM)
- Partido Comunista Mexicano (PCM)